# Attilio Manenti
Attilio Manenti (Urbino, 25 ottobre 1921 – 25 giugno 1972) è stato un politico italiano, eletto nella IV legislatura alla Camera dei deputati e nella V al Senato della Repubblica.

## Biografia
Agricoltore marchigiano, impegnato in politica con il Partito Comunista Italiano. Venne eletto alla Camera dei deputati alle elezioni politiche del 1963 e poi al Senato a quelle del 1968. 
Morì circa un mese dopo la fine del suo mandato parlamentare, il 25 giugno 1972, all'età di 50 anni.